# Isola Zeleneckij
L'isola Zeleneckij (in russo Остров Зеленецкий, ostrov Zeleneckij) è un'isola russa disabitata, bagnata dal mare di Barents.
Amministrativamente fa parte del Kol'skij rajon dell'oblast' di Murmansk, nel Circondario federale nordoccidentale.

## Geografia
L'isola è situata nella parte centro-meridionale del mare di Barents, al largo della costa di Murman, lungo la costa settentrionale della penisola di Kola, dalla quale dista circa 220 m.
L'isola Zeleneckij si trova al centro del golfo dello Zeleneckij (губа Зеленецкая). Ha una forma ovale, orientata in direzione nord-sud, e misura circa 580 m di lunghezza e 210 m di larghezza massima. Raggiunge un'altezza massima di 27,8 m s.l.m., su cui è presente un punto di triangolazione geodetica. Le acque attorno all'isola sono soggette a variazioni di marea di 4 m.

### Isole adiacenti
Nelle vicinanze di Zeleneckij si trovano:
- Isole Voron'i Ludki (острова Вороньи Лудки), 8,4 km a est, sono un gruppo di 5 isole principali e altrettanti scogli. La loro altezza massima è di 20,1 m s.l.m.[1] (69°12′00″N 35°49′00″E)
- A 20 m dalla costa, 2,4 km a sudovest delle Malye Voronuchi e 6 km a est di Zeleneckij, si trova un'isola senza nome di forma rettangolare, lunga 300 m e larga 200 m. La sua altezza massima e di 27,7 m s.l.m. e su essa è presente un punto di triangolazione geodetica.[5] Lungo la costa nordorientale si trova un isolotto, anch'esso senza nome. (69°11′42″N 35°44′06″E)